# Empoasca atika
Empoasca atika är en insektsart som beskrevs av Irena Dworakowska 1982. Empoasca atika ingår i släktet Empoasca och familjen dvärgstritar. Inga underarter finns listade i Catalogue of Life.